# Acanthorhynchus tenuirostris
El picoespina oriental (Acanthorhynchus tenuirostris) es una especie de ave paseriforme de la familia Meliphagidae autóctona del este de Australia.

## Taxonomía
Originalmente fue descrito como Certhia tenuirotris por el ornitólogo John Latham en 1802, Después se le inscribió en el pequeño género Acanthorhynchus (Gould, 1837)
El nombre genérico deriva de la traducción al griego de su nombre común en inglés (Eastern Spinebill):  acantho-/ακανθο- "spine" "espina" y rhynchos/ρυνχος "bill" "pico". Su nombre específico viene del latín: tenuis "estrecho" and rostrum "pico". 
Recientemente los análisis de ADN han demostrado que está relacionado con los pardalótidos, y a los Petroicidae dentro de la superfamilia Corvida; algunos investigadores consideran todas estas familias dentro de la de los córvidos.

## Descripción
Es un ave pequeña, mide de 13 a 16 cm de largo. El macho tiene un pico largo, fino y curvado hacia abajo. La cabeza es de color negro, con garganta blanca, rojo alrededor del ojo, e iris rojo también. Su cogote es de color marrón rojizo, su dorso es gris y marrón, y el vientre es de un pálido color anaranjado. Su cola es negra con franjas laterales blancas.
Las hembras y los juveniles son más pequeños y de plumaje más apagado.
Su reclamo es un rápido pip-pip.

## Distribución y hábitat
Se localiza, como ya se ha dicho, en el este de Australia, sobre todo en la franja costera; desde la zona de Cooktown en Queensland Norte, hacia el sur a través de Nueva Gales del Sur al este de la Gran Cordillera Divisoria; y llegando por el sur a los estados de Victoriay de Australia Meridional. También se le puede encontrar en la isla de Tasmania.
Su hábitat son los bosques de esclerófilas y zonas de matorral xerófito. Es bastante adaptable y habita jardines y parques en áreas urbanas con suficiente vegetación para actuar como cobijo y fuente de alimento.
Sus número globales de población son desconocidos pero se estima que es una especie numerosa y sin problemas ni amenazas que hagan peligrar su población.

## Reproducción

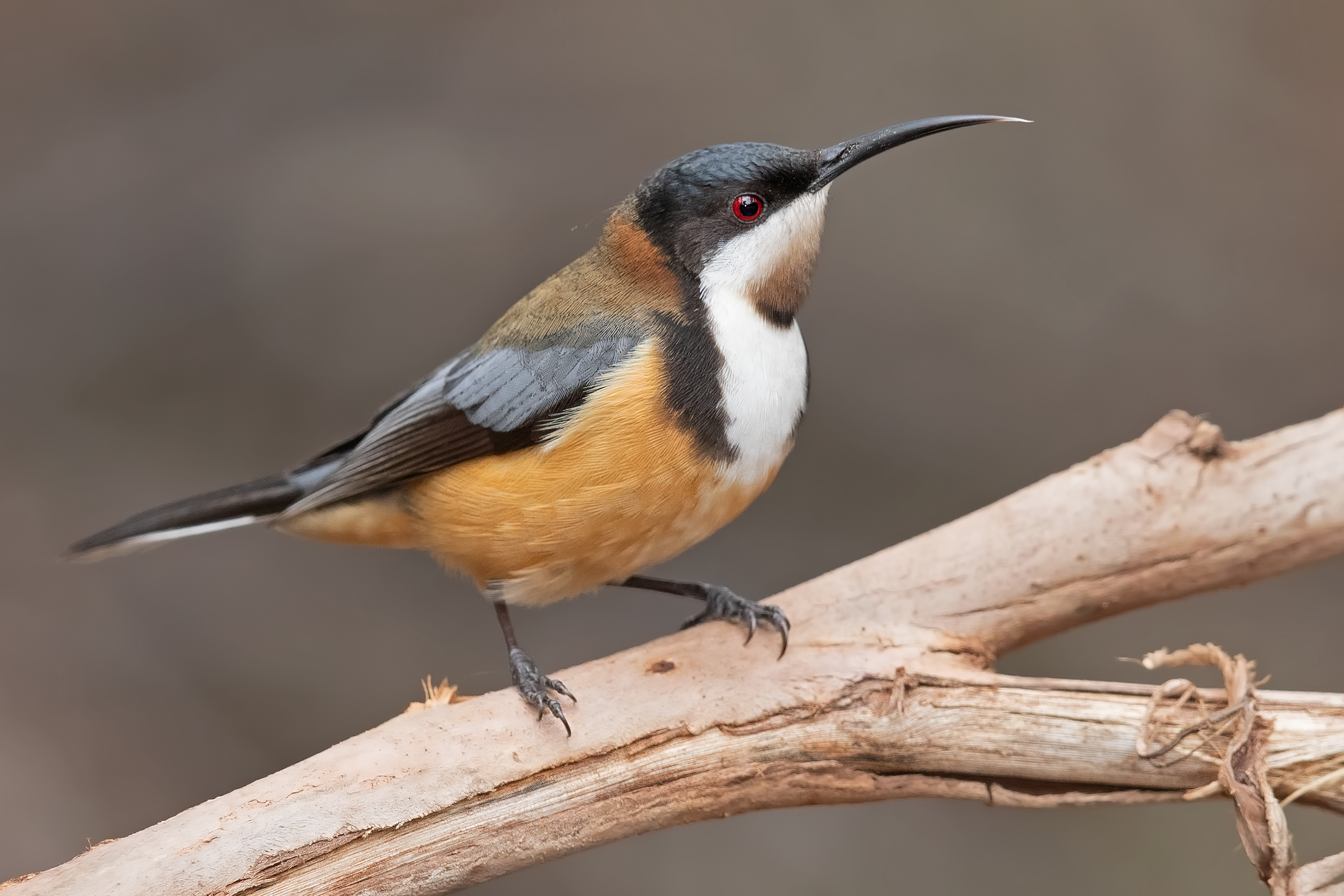
Acanthorhynchus tenuirostris en Mogo Campground, Nueva Gales del Sur, Australia (2019)

La temporada de cría es de agosto a diciembre, pudiendo tener una o dos nidadas. 
El nido tiene una estructura de copa profunda; y está hecho de hierba y corteza rellenado con plumón. Suele situarse en alguna horquilla de un arbusto o un pequeño árbol.
Ponen de dos a tres huevos. Estos son de color rosáceo con manchas y puntos de un marrón rojizo. Miden aproximadamente 17 x 13 mm.

## Alimentación

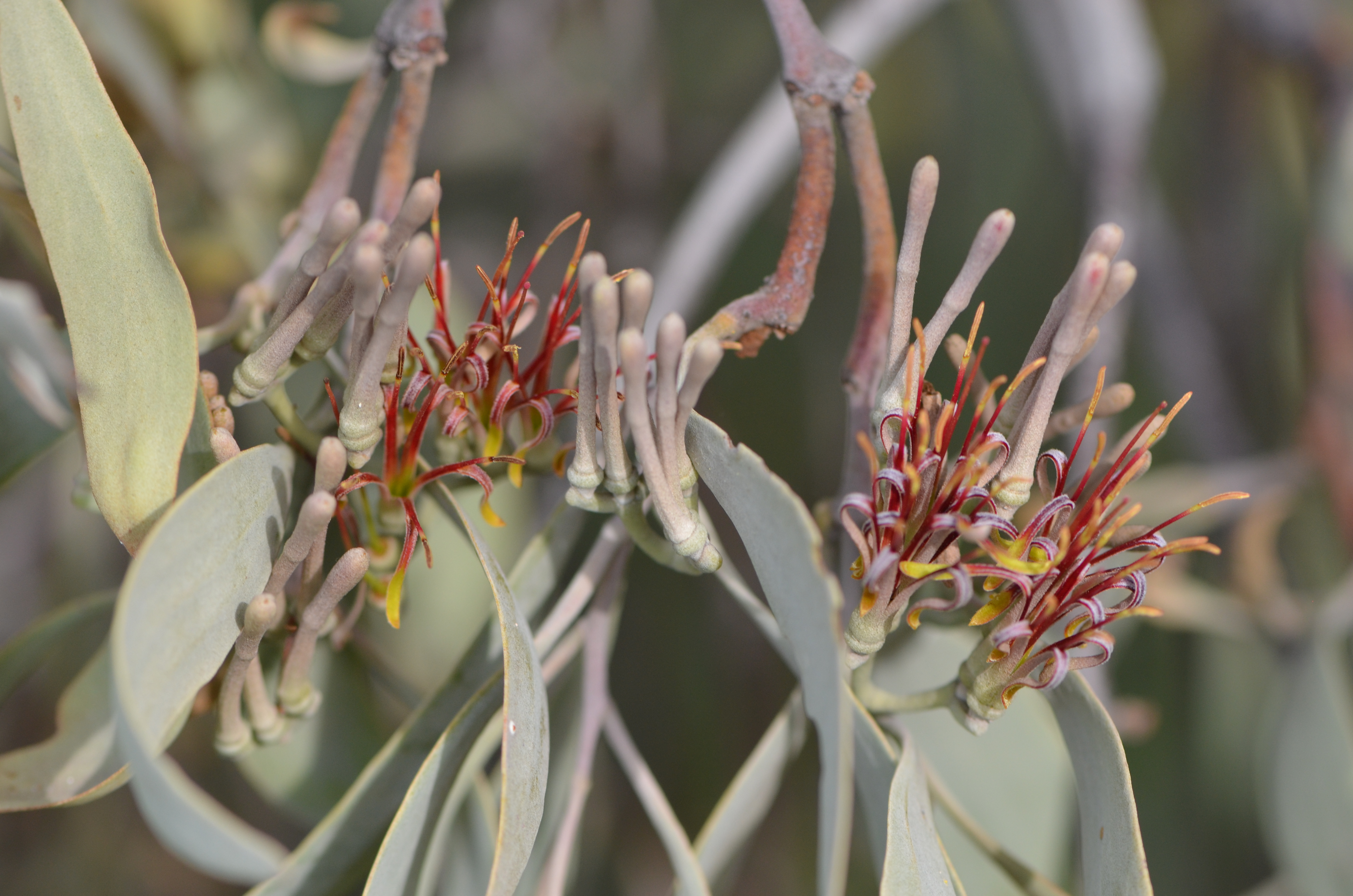
Flores de la especie Amyema pendula, que sirve de alimentación del picoespina oriental.

Se alimenta del néctar de muchas plantas, incluyendo las flores de los eucaliptos, de especies del género Amyema, de Epacris longiflora, Epacris impressa, Correa reflexa; y varios miembros de las proteáceas como Banksia ericifolia, Banksia integrifolia, Lambertia formosa y Grevillea speciosa, así como de muchos pequeños insectos y otros invertebrados.
En 1982 un estudio en el Parque nacional Nueva Inglaterra encontró que había un gran aumento de la afluencia de estas aves al parque coincidiendo con el comienzo de la floración de Banksia spinulosa.
También se ha encontrado que se alimentan de plantas exóticas como las Fuchsias.